# Krężnica Jara (przystanek kolejowy)
Krężnica Jara – przystanek kolejowy w Krężnicy Jarej w powiecie lubelskim, w Polsce.

## Ruch pasażerski
| Rok  | Wymiana pasażerska na dobę |
| ---- | -------------------------- |
| 2017 | 0-9                        |
| 2022 | 0-9                        |